# Comté de Wayne (Mississippi)
Pour les articles homonymes, voir Comté de Wayne.
Le comté de Wayne est situé dans l’État du Mississippi, aux États-Unis. Il comptait 20 747 habitants au recensement de 2010 pour une superficie de 2 110 km2. Son siège est Waynesboro.